# Wismar
Wismar er en havneby i det nordøstlige Tyskland med 45.182 indbyggere (2006)[kilde mangler], beliggende under Landkreis Nordwestmecklenburg ved Østersøen. Landkreis Nordwestmecklenburg ligger i delstaten Mecklenburg-Vorpommern. Siden 2011 har byen været administrationsby for landkreisen.
Fra og med den 27 juni 2002 har Wismars middelalderlige bykerne sammen med Stralsund, været anerkendt som en UNESCO-verdensarv. Byen lå i det tidligere DDR og har engang været under svensk styre. Wismar er stadig præget af briternes bombardement under 2. verdenskrig, men flere store bygningsværker er ved at blive restaureret.
Byen ligger på Den europæiske rute for teglstensgotik.

## Historie

### Før byens grundlæggelse
Da kong Gudfred erobrede byen Reric og deporterede dens indbyggere til Hedeby, fjernede han samtidig en bydannelse, der var opstået ved en naturlig havn i bunden af en bugt ved Østersøen.
Fra det 10. århundrede trængte den slaviske stamme abodritterne ind i området og slog sig ned dér. De anerkendte i 1129 Knud Lavard som deres konge, men da han blev myrdet to år senere, mistede den danske kongeslægt magten over abodritterne. De var hedenske og blev først gjort kristne efter 1160, da Henrik Løve igangsatte en række korstog imod dem.
Første gang navnet Wismar nævnes, var i 1147, da Svend Grathe gik i land ved "Wizmar Havn". Fra år 1211 eksisterer der et dokument, som giver tilladelse til, at indbyggerne i Schwerin må bruge havnen i Wismar. Man ved dog ikke, om den lå på det sted, hvor byen ligger i dag.

### Byens grundlæggelse
Man formoder, at byen blev grundlagt i år 1226, men den første kilde, som nævner byen, stammer fra 1229. Byens befolkning bestod af en blandet skare (efter navnene at dømme kom de fra Holsten, Westfalen, Niedersachsen og det nuværende Brandenburg), som slog sig ned omkring kirkerne St. Marien og St. Nikolai samt – efter 1250 – også den nye kirke, St. Georgen. Efter 1276 byggede man Wismars ringmur, der endnu i dag er grænse for den gamle bydel.

### Nyere historie
Fra 1648 til 1803 var Wismar og egnen omkring byen under svensk styre (gouvernementet Wismar). Det blev pantsat til hertugen af Mecklenburg-Schwerin i 1803, og da pantet skulle indløses i 1903, opgav den svenske stat at betale pengene tilbage. Derefter overgik området til det Tyske kejserrige.
I året 1280 dannede Wismar sammen med Rostock, Lübeck og Hamborg det vendiske byforbund, der var en forløber for Hanseforbundet, som Wismar blev en vigtig del af. Fra 1632 til 1803 hørte Wismar ind under Sverige, og efter den Westfalske fred i 1648 havde Sverige international anerkendelse af sin ret til byen og dens opland. På grund af krigene med Danmark anlagde Sverige den stærkeste befæstning på den tyske østersøkyst, men efter Den Store Nordiske Krig måtte man sløjfe alle anlæggene. I 1803 pantsatte den svenske stat byen for 99 år til hertugen af Mecklenburg-Schwerin som sikkerhed for et lån på 1.250.000 rigsdaler ”Hamburger Banco” (en fiktiv vekselenhed, der brugtes hos de hamborgske banker). Da man ikke betalte lånet tilbage ved udløbet, tilfaldt Wismar hertugdømmet Mecklenburg.
1848 byggedes en jernbane til Schwerin, i 1883 til Rostock og i 1887 til Karow.

### Efter 1940
Under den 2. verdenskrig var Wismars havneområde udsat for hårde flybombardementer, som især skulle standse produktionen på flyfabrikken Dornier. Den 14. april 1945 ødelagde britiske bombefly en del af den middelalderlige bymidte. Wismar blev erobret uden kamp af canadiske tropper den 3. maj, men den 1 juli 1945 blev byen underlagt sovjetisk besættelse. I DDR-tiden var Wismar statens vigtigste eksporthavn og sæde for grænsetroppernes skole. Efter DDRs fald og genforeningen med Forbundsrepublikken har byen været genstand for omfattende reparations- og genopbygningsarbejder. Betydelige dele af det tidligere erhvervsliv er nedlagt, men skibsværftet har fortsat arbejde, og trævarefabrikationen er betydelig og vigtig for byen.

## Kultur og seværdigheder
De vigtigste seværdigheder ligger i den ældste del af byen. Her findes markedstorvet, som er det største i Nordtyskland. Her står rådhuset i klassicistisk stil, som blev bygget mellem 1817 og 1819. Ved pladsen findes også Wismars ældste verdslige bygning, Alter Schwede, og museet Schabbelhaus, samt bygningen Wismarer Wasserkunst, der oprindeligt var en cisterne med pumpeværk og fordelingsledninger til byens mange bryggerier.
De to bygninger, der tilsammen danner Fürstenhof, er opført i tegl og rigt dekoreret med indbyggede friser i terracotta fra kunstneren Statius von Dürens værksted i Lübeck. I denne bygning findes Wismars byret og stadsarkiv. Tidligere var bygningen residens for det svenske tribunal, dvs. forvaltningsdomstol for hele det svenske område i Forpommern. Den historiske, gamle havn er også seværdig på grund af resterne af havnebefæstningen, en rekonstrueret kogge fundet ved øen Poel og det sidste endnu fungerende bryggeri fra 1452.
I nærheden af kirken Nikolajkirke ligger det byhistorisk betydningsfulde Schabbellhaus som rummer byens byhistoriskemuseum "Stadtgeschichtliches Museum der Hansestadt Wismar".
I Lübschen Straße ligger der et fredet UNESCO-verdensarvhus fra det 14. århundrede. Huset er i sig selv et museum. En udstilling viser husets udvikling gennem århundrederne. Bygningens ældste dele stammer fra 1350. Endvidere vises en udstilling om verdensarven i Wismar og andre steder. Huset rummer også byens turistinformation.

## Kendte personer fra Wismar
- Friedrich Christoph Dahlmann, tysk historiker og statsmand
- Gottlob Frege, tysk matematiker og filosof
- Carsten Jancker, tysk fodboldspiller
- Marita Koch, tysk løber
- Fritz Reuter, forfatter i plattysk mundart
- Johan Carl Wilcke, professor

## Eksterne links
- Wikimedia Commons har flere filer relateret til Wismar
- "Svenskerfesten" – en årlig begivenhed (tysk)
- Byens officielle hjemmeside (tysk)

## Galleri
- "Alter Schwede"
- Bryghuset "Lohberg"
- Middelalderporten "Wassertor"
- Løve apoteket i hollandsk renæssance
- "Fürstenhof"
- Rådhuset i klassicistisk stil
- Gadebillede i den gamle bydel
- Et pakhus, som endnu ikke er restaureret